# Palazzo De Simone
Il Palazzo De Simone è un edificio di valore storico e architettonico di Napoli, situato in via Giovanni Nicotera, già via Ponte di Chiaia, al civico 38.
La prima attestazione della sua esistenza è riscontrabile in una perizia del 1695 eseguita da Antonio Galluccio in vista dell'imminente vendita del Palazzo Cellammare, nella quale è indicata la presenza ad est del muro di confine delle case e dei giardini di Jacca (l'attuale Palazzo Pignatelli di Monteroduni), di quelle di Marzio Carafa e infine di quelle di Ottavio De Simone che confinano con la via di San Carlo alle Mortelle; infatti tutt'oggi il palazzo in questione arriva con il giardino fino al Largo Mondragone da cui si diparte via San Carlo alle Mortelle. Ottavio De Simone (?-1702), Presidente di Cappa Corta della Regia Camera della Sommaria, morì senza avere figli, quindi il suo patrimonio passò alla nipote Maria Francesca De Simone che trasmise in dote il palazzo e il titolo di marchese di Campodisola al marito, Gaetano Del Pezzo (?-1715), terzo duca di Caianello. L'edificio rimase a lungo proprietà di questa famiglia, tant'è che in una perizia del Tribunale Civile di Napoli del 1860 risulta appartenere ancora al duca di Caianello. Nella seconda metà dell'800 uno degli appartamenti era abitato da Teresa Oneto (1847-1934), appartenente a una famiglia dell'alta borghesia genovese, e dal marito Benedetto Maglione (1841-1892), i quali lo resero un autentico cenacolo culturale vivacizzato da concerti e dalla presenza di una ricca biblioteca, messa all'asta a Parigi nel 1894. Nel 1892 il palazzo fu acquistato da Teresa Oneto e alla fine dell'800 su una parte del giardino venne costruito l'edificio oggi al civico 4 di vico Mondragone. La proprietà del palazzo venne frazionata tra le eredi di Tersa Oneto nel 1936. 
Si presenta esternamente come un sobrio ed esteso edificio costituito dal piano terra, da quello ammezzato, e dai quattro superiori, dei quali l’ultimo è una sopraelevazione probabilmente ottocentesca. Si accede ad esso tramite un semplice portale dall'arco a tutto sesto in stucco, il cui portone è sormontato da una rosta a raggiera in ferro battuto. A seguire vi è l'androne, voltato a botte, che mena prima a un camminamento scoperto, quasi a formare un cortiletto, e poi di nuovo coperto a botte, con il vestibolo e la scala di marmo a destra, che culmina nel cortile , dove si ammira la controfacciata con logge vetrate dalla quale si dipartono le due ali laterali. In fondo al cortile vi è infine il cancello che precede il giardino storico.